# Gilles du Monin
Pour les articles homonymes, voir Monin (homonymie).
Gilles du Monin (ou Égide Monin), né en 1565 à Beauraing (Belgique) et décédé le 17 septembre 1624 à Lille (France), est un prêtre jésuite, historien et auteur liturgique.

## Biographie
Né en 1565 à Beauraing dans le duché de Luxembourg Gilles du Monin obtient une licence en Théologie et, ordonné prêtre, est nommé chanoine de la cathédrale de Namur (1592). En 1603 il donne sa démission pour pouvoir entrer dans la Compagnie de Jésus. Il fut recteur des collèges de Namur et de Liège
Resté attaché à son diocèse d’origine, Monin est surtout connu pour avoir composé en 1619, à la demande de l’évêque Jean Dauvin, le ‘propre des Saints’ pour le bréviaire du diocèse de Namur.
Gilles du Monin meurt le 17 septembre 1624, alors qu’il était le père spirituel des Jésuites de la résidence de Lille.

## Écrits
- Sacrarium Leodiense,1618.
- Sacrarium perantiqui comitatus Namurcensis, Liège, chez Jean Ouwerx, 1619.